# (3156) Ellington
(3156) Ellington (1953 EE) – planetoida z grupy pasa głównego asteroid okrążająca Słońce w ciągu 4,84 lat w średniej odległości 2,86 au. Odkryta 15 marca 1953 roku.